# نایس-مالکستال
نایس-مالکستال (به آلمانی: Neiße-Malxetal) یک شهر در آلمان است که در اشپری-نایسه واقع شده‌است. نایس-مالکستال  ۱٬۸۵۶ نفر جمعیت دارد.